# Nobelpriset i litteratur
Nobelpriset i litteratur är ett av de fem Nobelprisen, inrättade genom Alfred Nobels testamente. 
Alfred Nobel specificerade att ett av prisen skulle gå till den som under det gångna året "inom litteraturen har producerat det utmärktaste i idealisk riktning". Pristagare utses av Svenska Akademien och tillkännages i oktober varje år av dess ständige sekreterare i Börshuset i Gamla stan, Stockholm. Priset delas ut den 10 december i Stockholms konserthus då pristagarna får ta emot priset ur kungens hand. Priset har delats ut sedan 1901, och består av medalj och en penningsumma (11 miljoner kronor år 2023).

## Alfred Nobels testamente
I sitt testamente, daterat Paris den 27 november 1895, angav Alfred Nobel litteratur som ett av de fem områden som Nobelpriset skulle delas mellan, jämte tre naturvetenskapliga pris och ett fredspris. Han fastslog att litteraturpriset ska tilldelas en författare som "under det förlupne året hafva gjort menskligheten den största nytta" genom att skriva "det utmärktaste i idealisk rigtning", och det var Nobels "uttryckliga vilja att vid prisutdelningarne intet afseende fästes vid någon slags nationalitetstillhörighet sålunda att den värdigaste erhåller priset, antingen han är Skandinav eller ej". Utdelare av priset skulle enligt Nobels anvisningar vara "Akademien i Stockholm". Det är oklart om Nobel med denna formulering avsåg Svenska Akademien eller Vitterhetsakademien. Nobelstiftelsen slog fast att formuleringen ska tolkas som att det är Svenska Akademien som avsågs.

## Utnämning av pristagare

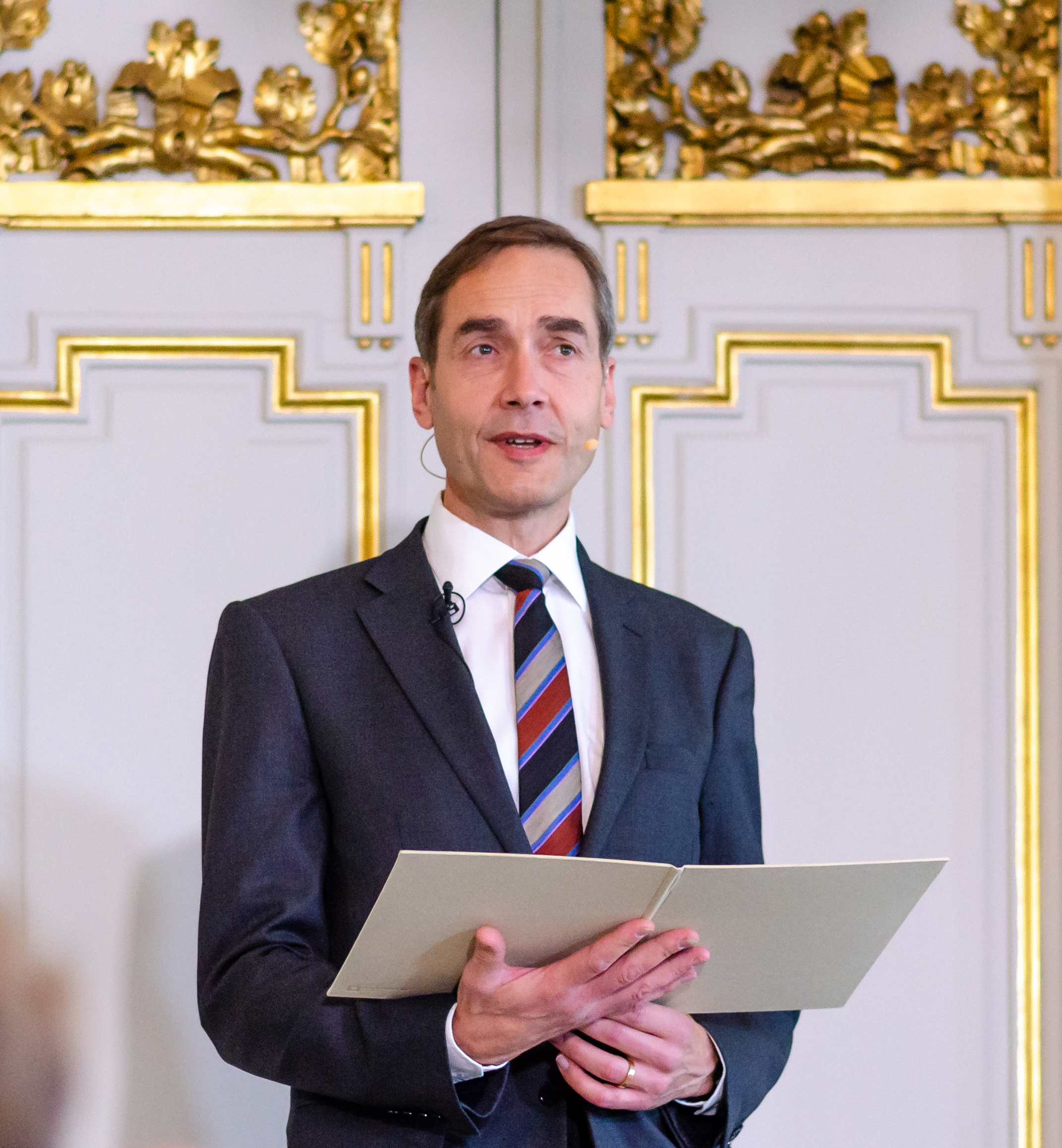
Nobelpriset i litteratur 2022 tillkännages av Mats Malm i Svenska Akademien.

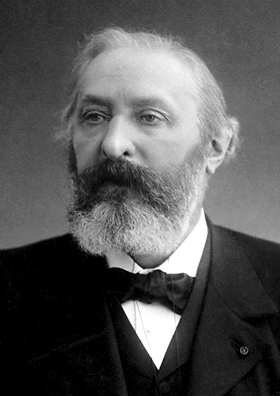
Sully Prudhomme fick det första Nobelpriset i litteratur 1901.

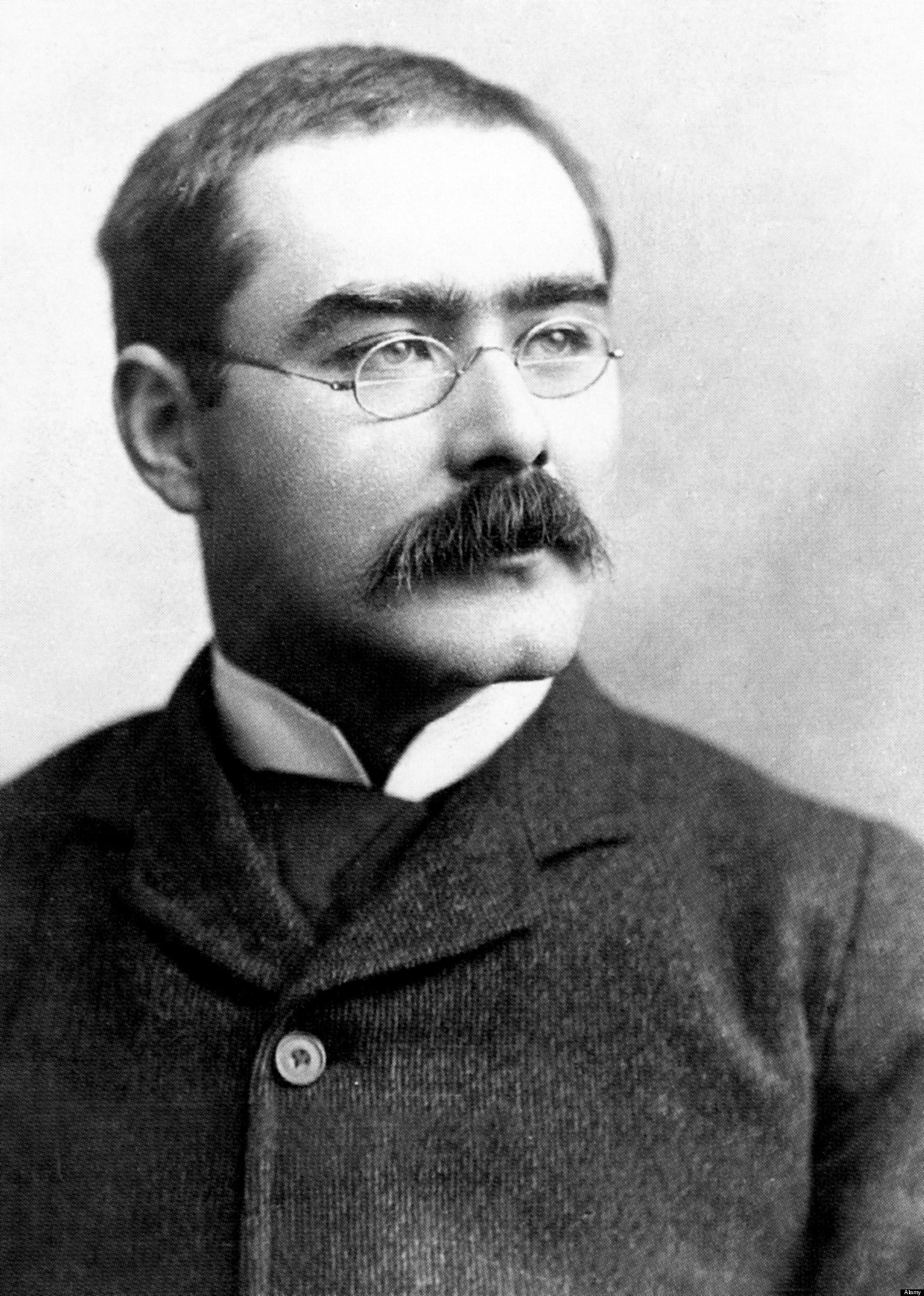
Rudyard Kipling som fick 1907 års Nobelpris i litteratur, då han var 41 år gammal, är den yngsta person som belönats med priset.

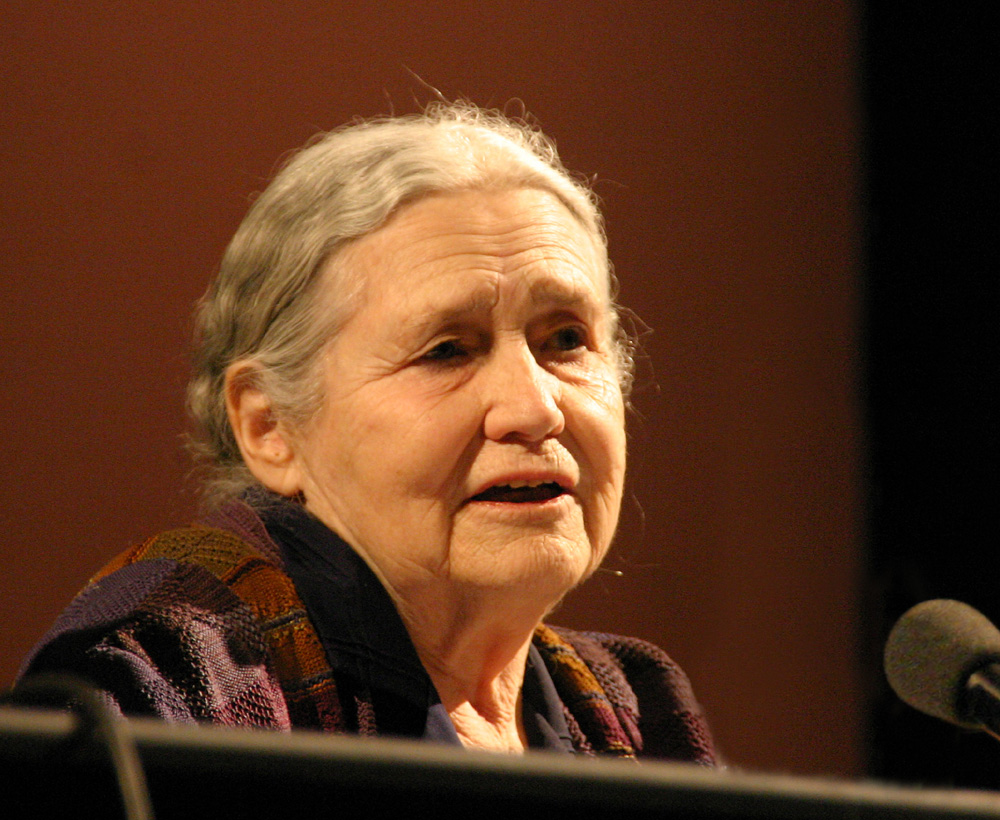
Doris Lessing som fick 2007 års Nobelpris i litteratur, är den äldsta person som belönats med priset. Vid prisutdelningen hade hon fyllt 88 år.

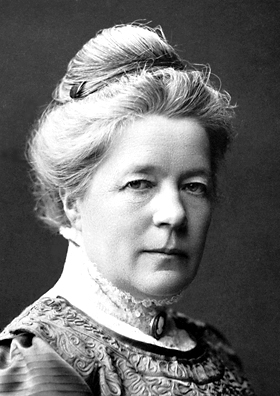
Selma Lagerlöf var både den första kvinnan och den första svenska Nobelpristagaren i litteratur, 1909.

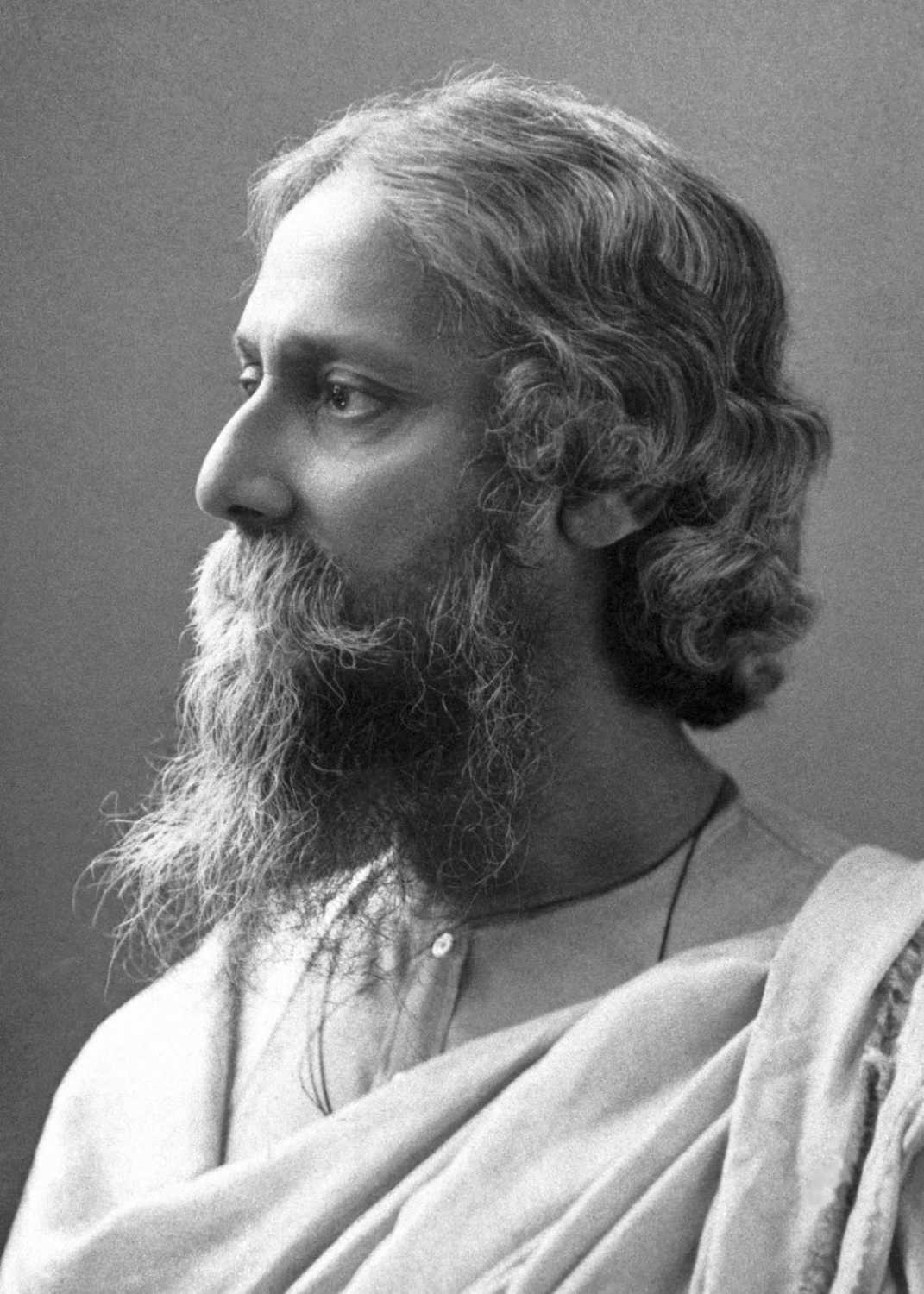
Rabindranath Tagore var den förste icke-europén att motta priset, år 1913.

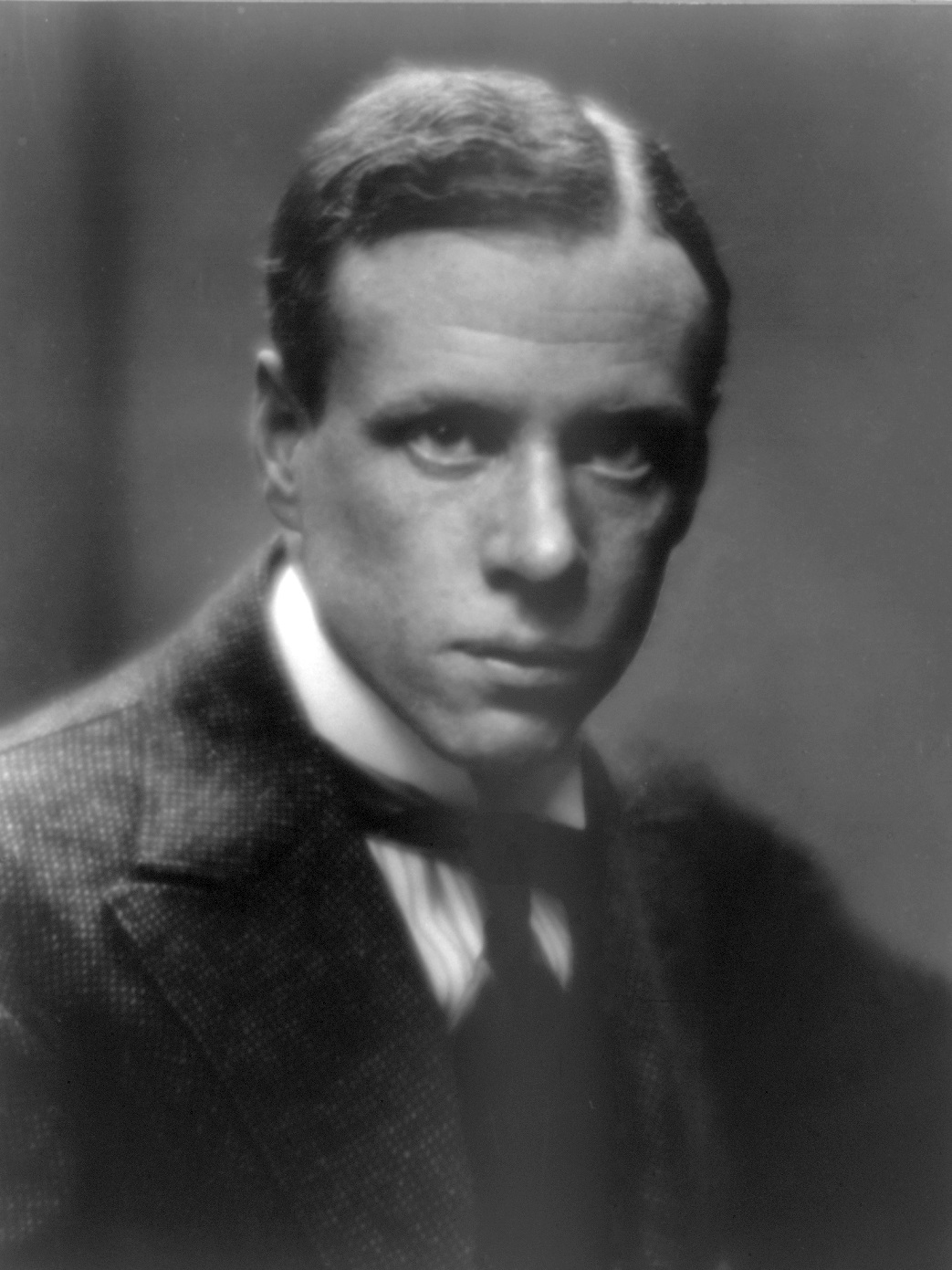
Sinclair Lewis fick priset 1930, som förste amerikan.

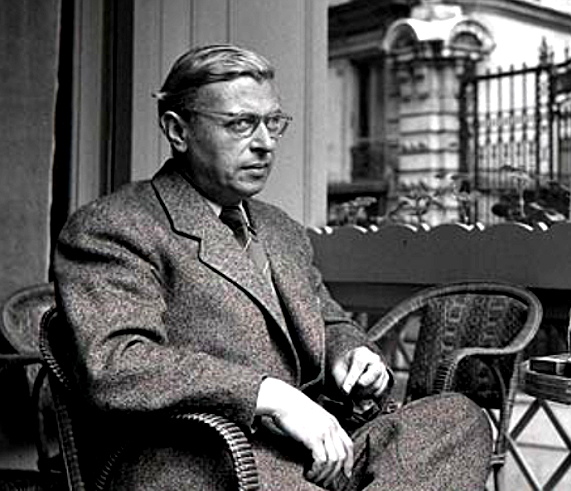
Jean-Paul Sartre tackade nej 1964.

### Nomineringar och prisbeslut
För att en författare skall kunna tilldelas Nobelpriset i litteratur, måste vederbörande vara nominerad, före den 31 januari samma år. Berättigade att nominera är medlemmar ur akademier från hela världen vilkas funktion påminner om Svenska akademiens, professorer, författare som erhållit priset vid ett tidigare tillfälle, och ordförande för nationella författarorganisationer. Svenska Akademien skickar ut förfrågan varje år till ett antal organisationer, som de anser vara lämpade att nominera, efter lämpliga pristagare.
I början av 2000-talet uppgick antalet nominerade varje år till omkring 350, medan det på 1950-talet låg på omkring 250. Vissa prominenta namn brukar nomineras år efter år, och samma författare nomineras gärna av flera olika nomineringsberättigade. Vilka som blivit nominerade och hur Akademien överlade och röstade är hemligt under femtio års tid.
Sedan nominerade författarnamn inkommit till Svenska Akademien, tar Nobelkommittén i akademien hand om förslagen och bearbetar dem under våren. De författare som inte uppfyller kriterierna för priset sorteras bort. Vid sommaren brukar omkring fem namn återstå av de nominerade, vilka presenteras för återstoden av Svenska Akademien, som därefter utser en pristagare, vilken presenteras i oktober.
Svenska Akademien och dess Nobelpriskommitté har inte alltid själva erforderliga kunskaper att bedöma en författares gärning. I sådana fall skickas remisser ut till facklärda. Likaså kan det förekomma temporära (interna) översättningar av verk för att bättre kunna fälla ett omdöme om ett författarskap. Svenska Akademien läser framförallt in sig på de fem som är kvar efter sållningen, vid sommaren. För att utse en pristagare måste fler än hälften av akademiens ledamöter vara överens.
För besluten år 2019 utvidgades Nobelkommittén 2018 med flera externa ledamöter: Kristoffer Leandoer, Gun-Britt Sundström, Rebecka Kärde, Mikaela Blomqvist och Henrik Petersen. I december 2019 lämnade Leandoer och Sundström kommittén i förtid. Båda menade efteråt att de inte kunnat påverka valet av pristagare som de hade önskat. År 2020 valde man att avskaffa systemet med externa ledamöter och återgå till samma modell som användes tidigare med enbart egna ledamöter. År 2023 består Nobelkommittén av Anders Olsson (ordförande), Ellen Mattson, Steve Sem-Sandberg, Anne Swärd och Per Wästberg.

### Tolkningar av Nobels riktlinjer
Enligt stadgarna ska priset tilldelas en författare som "under det förlupne året hafva gjort menskligheten den största nytta" genom att skriva "det utmärktaste i idealisk rigtning", och det var Nobels "uttryckliga vilja att vid prisutdelningarne intet afseende fästes vid någon slags nationalitetstillhörighet sålunda att den värdigaste erhåller priset, antingen han är Skandinav eller ej". Testamentets formulering att priset ska belöna den som "under det gångna året inom litteraturen har produceradt det utmärktaste i idealisk rigtning" anses otidsenlig, något som har uttryckts av både akademiledamöter och andra kulturpersonligheter.
Till en början, under den ständiga sekreteraren Carl David af Wirséns inflytande, tog man fasta på formuleringen "idealisk rigtning" och betonade vikten av en konservativ idealism hos kandidaterna. Man belönade författare som Bjørnstjerne Bjørnson, Rudyard Kipling och Paul Heyse, men bortsåg från bland andra Lev Tolstoj och Henrik Ibsen. På 1920-talet övergick man emellertid allt mer till att vidga begreppet idealisk och tolka det som gällande goda humanistiska värden. Under denna period belönades författare som Thomas Mann, Anatole France och George Bernard Shaw. Formuleringen om att "hafva gjort menskligheten den största nytta" tolkades under några år på 1930-talet som att författarskapen skulle vara välkända för allmänheten vilket gav Nobelpris till Sinclair Lewis, John Galsworthy och Pearl S. Buck. Det var först efter andra världskriget, när akademien förnyats med fler skönlitterära och mer internationellt orienterade författare, som pionjärer och nydanare som Herman Hesse, André Gide, T.S. Eliot och William Faulkner började belönas. Tolkningen av Nobels vilja hade därmed fått en mer exklusiv och generös innebörd. En förlängning av detta blev att akademien senare gärna uppmärksammade och belönade mer okända mästare som Isaac Bashevis Singer, Odysseas Elytis och Elias Canetti. Från 1986 märks en policy om att Nobelpriset ska vara ett pris för hela världen med pristagare som Wole Soyinka, Naguib Mahfouz, Nadine Gordimer, Derek Walcott, Kenzaburo Oe och Toni Morrison.
Priset gäller sedan länge inte ett enskilt verk utan hela författarskapet, och orden "i idealisk rigtning" uttrycker en förväntan att litteratur bör vara försonande, heroisk, "skön" och/eller avklarnad, en norm som var självklar för många på 1800-talet men som den moderna litteraturen grundligt har brutit med. Valen av Samuel Beckett och Elfriede Jelinek ledde till anklagelser att Akademien hade frångått Nobels testamente i detta avseende, men kriteriet spelar annars en underordnad roll. Svenska Akademien har som regel tolkat stadgarna som gällande skönlitteratur, men en paragraf som talar om att "även andra skrifter, hvilka genom form och framställningssätt ega litterärt värde" kan belönas har det stundom framkommit tankar om att också belöna författare av sakprosa, i synnerhet filosofer och historiker. Detta har också skett vid enstaka tillfällen; Rudolf Eucken, Winston Churchill, Bertrand Russell.

#### Nationella och politiska hänsynstaganden
En uttrycklig anvisning i Nobels testamente säger att inga nationella hänsynstaganden ska tas vid prisutnämningarna, men detta har inte alltid kunnat undvikas. I synnerhet under de första åren var akademien angelägen om att inte ge intryck av att gynna någon särskild nation med prisbesluten. Ej heller akademiens princip om att bortse från politiska faktorer har kunnat undvikas, vilket blev särskilt aktuellt under de båda världskrigen.
Under det första världskriget valde akademien ofta att belöna författare från de neutrala skandinaviska länderna. I pläderingar för den tyske författaren Herman Hesses kandidatur vägdes politiska faktorer in och 1948 avvisade nobelkommittén Winston Churchills kandidatur med motiveringen att priset "skulle få en politisk innebörd snarare än litterär" och "dessutom i belysning av vårt lands med rätt eller orätt kritiserade hållning under världskriget kunna ge upphov till misstydningar". Några år senare, 1953, tilldelades Churchill ändå Nobelpriset med förhoppningen att det främst skulle ses som en litterär utmärkelse, men från många håll uppfattades det som ett pris för hans politiska gärning.
Ezra Pound sågs av akademien som en litterär förnyare men hans kandidatur till Nobelpriset förhindrades av hans fascistiska ställningstaganden.
Nobelpriset till Frans Eemil Sillanpää 1939 blev politiskt kontroversiellt och tolkades som en sympatigest från akademien vid tidpunkten för utbrottet av finska vinterkriget.
I en intervju i Washington Post menade ledamoten av nobelkommittén Artur Lundkvist att beslutet att tilldela Alexander Solzjenitsyn nobelpriset 1970 hade en politisk innebörd och inte enbart baserades på litterära meriter.
Nobelpriset till den polske exilförfattaren Czesław Miłosz 1980 sammanföll med solidaritetsrörelsen och sågs som ett politiskt pris. Företrädare för akademien påpekade dock att Milosz hade varit en kandidat till priset sedan flera år och även om några akademiledamöter hade tvekat till att ge Miłosz priset detta år menade man att det hade varit lika omöjligt att bortse från hans kandidatur efter händelserna i Polen.

### Delat pris
Nobelpriset kan delas mellan två, men inte fler, författare. Svenska Akademien har dock varit restriktiva med att dela priset då ett delat pris kan ses som, och ibland också har varit, resultatet av en kompromiss. Man har också velat undvika att ett delat pris uppfattas som att pristagarna bara är värda ett halvt pris. De delade prisen 1904 och 1917 var båda resultatet av kompromisser. Långt senare, år 1970, fastställdes en policy som innebär att båda kandidaterna var för sig måste anses vara värdiga pristagare och att det måste finnas någon samhörighet mellan författarskapen som berättigar ett delat pris. Efter det delade Nobelpriset till Eyvind Johnson och Harry Martinson 1974 har det aldrig hänt att priset delats mellan två kandidater.

## Kritik och kontroverser
Svenska Akademien har ofta kritiserats för sina val av Nobelpristagare. Särskilt har det gällt favoriseringen av europeiska författare, det höga antalet svenska pristagare och att få kvinnor har fått priset. I en intervju 2016 medgav nobelkommitténs ordförande Per Wästberg att akademien historiskt varit alltför eurocentriska i sina prisbeslut och att den i viss mån fortfarande är det, främst på grund av svårigheter med att bedöma litteratur från mindre språkområden. Att få kvinnor fått priset menade han hör samman med fördomar från det förflutna och att kvinnliga författarskap av hög kvalitet har varit ovanligare än i modern tid.
Under Nobelprisets tidiga historia gjorde en konservativ litteratursyn inom Svenska Akademien och en strikt tolkning av stadgarnas ord om "idealisk rigtning" att många av de författare som senare kommit att anses som sin tids största och mest betydelsefulla aldrig fick priset, bland andra Lev Tolstoj, Anton Tjechov, Henrik Ibsen och James Joyce.
Det första Nobelpriset till Sully Prudhomme 1901 är ett av de mest kritiserade. Bland annat kritiserades det av August Strindberg som ansåg honom vara ovärdig, Prudhomme satt med i Franska Akademien. När det offentliggjordes att Prudhomme utsetts till den förste mottagaren av priset protesterade större delen av den svenska kultureliten, däribland Strindberg, Selma Lagerlöf, Verner von Heidenstam, Oscar Levertin, Anders Zorn, Bruno Liljefors och Albert Engström som kritiserade Akademien för att inte den ryske författaren Lev Tolstoj tilldelades det första priset.
Nobelpriset till Pearl Buck 1938 är ett annat av de mest kritiserade. Buck är en av de få litteraturpristagare som tilldelats nobelpriset samma år som de första gången blev nominerade och prisbeslutet anses ha varit förhastat. Akademien belönade Buck för hennes främsta verk, romanen Den goda jorden från 1931 och ett par biografiska skildringar om hennes föräldrars livsöde som utkom 1935, men senare verk anses inte hålla samma litterära kvalitet.
Nobelpriset till John Steinbeck 1962 möttes av en omfattande kritik i svenska tidningar. Artur Lundkvist skrev i Stockholms-Tidningen att det var "ett av Akademiens största misstag". Steinbeck hade förekommit länge i akademiens diskussioner men avförts som kandidat. Han hade åter blivit aktuell och belönades eftersom det enligt nobelkommittén inte fanns någon annan kandidat man kunde förorda det året. Också i USA kritiserades prisutnämningen. I New York Times skrevs att Steinbeck hade sin storhetstid för långt bakom sig och att priset borde ha gått till någon författare som hade större betydelse för den samtida litteraturen.
I samband med att den sovjetiske författaren Aleksandr Solzjenitsyn tilldelats 1970 års Nobelpris utspelades den så kallade Solzjenitsynaffären. En politisk–diplomatisk affär som berörde den dåvarande svenska regeringens agerande i samband med att Sovjetregimen motsatte sig valet av pristagare. Regeringen fick kritik från flera svenska kulturpersonligheter, däribland Vilhelm Moberg, för att Solzjenitsyn inte beviljades någon inbjudan till den svenska ambassaden i Moskva för att ordna med en eventuell resa till Nobelfestligheterna i Stockholm eller, alternativt, ett offentligt överlämnande av Nobelpriset på ambassaden.
Harry Martinson och Eyvind Johnson satt med i Svenska Akademien när de fick Nobelpriset 1974, vilket gav kritik. Båda var också tämligen okända utomlands. 1983 kritiserade akademiledamoten Artur Lundkvist offentligt valet av William Golding som Nobelpristagare och menade att Claude Simon (som tilldelades priset två år senare) hade varit en värdigare pristagare.
Priset till Elfriede Jelinek 2004 ledde till att Knut Ahnlund lämnade sin plats i Svenska Akademien i protest. Han menade att hon var en ovärdig pristagare och att det var ett beslut som skadade nobelprisets anseende.
2008 väckte akademiens dåvarande ständige sekreterare Horace Engdahl uppseende med ett uttalande om att amerikansk litteratur inte befinner sig på samma nivå som den europeiska och därför har färre pristagare.
Vid tillkännagivandet av Nobelpriset i litteratur till Mo Yan 2012 sade ledamoten Göran Malmqvist att han översatt flera av Mo Yans verk, vilka han samma kväll skulle skicka till förlaget Tranan, något han tidigare avhållit sig från för att inte väcka misstankar och rykten och för att orsaken till utnämningen inte skulle komma att ifrågasättas.
I efterdyningarna av Kulturprofil-kontroversen meddelades att utdelningen av Nobelpriset i litteratur 2018 skjuts upp till 2019. Nobelstiftelsen ansåg att händelserna hade en påtagligt negativ effekt på Nobelprisets anseende och krävde att arbetet med att utse Nobelpristagare förändras tills förtroendet för akademien återställts.

## Statistik
Fram till 2025 har 121 personer tilldelats Nobelpriset i litteratur. Av dessa har åtta av pristagarna varit svenskar: Selma Lagerlöf, Verner von Heidenstam, Erik Axel Karlfeldt, Pär Lagerkvist, Eyvind Johnson, Harry Martinson och Tomas Tranströmer, samt tyskfödda Nelly Sachs som flyttade till Sverige 1940, 26 år innan hon fick Nobelpriset.
Arton av pristagarna har varit kvinnor: Selma Lagerlöf, Grazia Deledda, Sigrid Undset, Pearl S. Buck, Gabriela Mistral, Nelly Sachs, Nadine Gordimer, Toni Morrison, Wisława Szymborska, Elfriede Jelinek, Doris Lessing, Herta Müller, Alice Munro, Svetlana Aleksijevitj, Olga Tokarczuk, Louise Glück, Annie Ernaux och Han Kang.
Den yngsta pristagaren är Rudyard Kipling som var 41 år när han tilldelades priset. Doris Lessing var med sina 87 år den äldsta som tilldelats litteraturpriset.
Vid sju tillfällen har priset inte delats ut:  1914, 1918, 1935, 1940, 1941, 1942 och 1943. Vid fyra tillfällen har priset delats ut till två pristagare: 1904 till Frédéric Mistral och José Echegaray, 1917 till Karl Gjellerup och Henrik Pontoppidan, 1966 till Shmuel Josef Agnon och Nelly Sachs samt 1974 till Eyvind Johnson och Harry Martinson.

### Antalet pristagare sorterat på språk
De 121 nobelpristagarna i litteratur från 1901 till och med 2024 har huvudsakligen skrivit på följande språk:
| Språk          | Pristagare |
| -------------- | ---------- |
| Engelska       | 30         |
| Franska        | 16         |
| Tyska          | 14         |
| Spanska        | 11         |
| Svenska        | 7          |
| Italienska     | 6          |
| Ryska          | 6          |
| Polska         | 5          |
| Norska         | 4          |
| Danska         | 3          |
| Grekiska       | 2          |
| Japanska       | 2          |
| Kinesiska      | 2          |
| Arabiska       | 1          |
| Bengali        | 1          |
| Finska         | 1          |
| Hebreiska      | 1          |
| Isländska      | 1          |
| Jiddisch       | 1          |
| Koreanska      | 1          |
| Occitanska     | 1          |
| Portugisiska   | 1          |
| Serbokroatiska | 1          |
| Tjeckiska      | 1          |
| Turkiska       | 1          |
| Ungerska       | 1          |

Anmärkning: Rabindranath Tagore (pristagare 1913) skrev på bengali och engelska, Samuel Beckett (pristagare 1969) skrev på franska och engelska och Joseph Brodsky (pristagare 1987) skrev poesi på ryska och prosa på engelska. De har sorterats under endast, respektive: bengali, franska och ryska.

### Antalet pristagare sorterat på kön
De 119 Nobelpristagarna i litteratur från 1901 till och med 2022 har haft följande biologiska kön:
| Årtionde  | Män | Kvinnor |
| --------- | --- | ------- |
| 1901–1909 | 9   | 1       |
| 1910–1919 | 9   | 0       |
| 1920–1929 | 8   | 2       |
| 1930–1939 | 8   | 1       |
| 1940–1949 | 5   | 1       |
| 1950–1959 | 10  | 0       |
| 1960–1969 | 10  | 1       |
| 1970–1979 | 11  | 0       |
| 1980–1989 | 10  | 0       |
| 1990–1999 | 7   | 3       |
| 2000–2009 | 7   | 3       |
| 2010–2019 | 7   | 3       |
| 2020–2029 | 2   | 3       |
| Totalt:   | 103 | 18      |

## Kronologisk lista över pristagare
| År   | Bild                 | Pristagare                             | Land                               | Språk                | Motivering |
| ---- | -------------------- | -------------------------------------- | ---------------------------------- | -------------------- | --- |
| 1901 |                      | Sully Prudhomme (pristilldelningen)    | Frankrike                          | Franska              | ”såsom ett erkännande av hans utmärkta, jämväl under senare år ådagalagda förtjänster som författare och särskilt av hans om hög idealitet, konstnärlig fulländning samt sällspord förening av hjärtats och snillets egenskaper vittnande diktning”                                                   |
| 1902 |                      | Theodor Mommsen                        | Tyskland                           | Tyska                | ”nutidens störste levande mästare i den historiska framställningens konst, med särskilt fäst avseende å hans monumentala verk Römische Geschichte” |
| 1903 |                      | Bjørnstjerne Bjørnson                  | Norge                              | Norska               | ”såsom en gärd av erkännande åt hans ädla, storartade och mångsidiga skaldeverksamhet, som alltid varit utmärkt på en gång av ingivelsens friskhet och av en sällsynt själsrenhet” |
| 1904 |                      | Frédéric Mistral                       | Frankrike                          | Occitanska           | ”med avseende fäst å det ursprungsfriska, snillrika och sant konstnärliga i hans diktning, som troget avspeglar hans hembygds natur och folkliv, samt å hans betydelsefulla verksamhet som provençalsk filolog”                                                                                       |
| 1904 |                      | José Echegaray                         | Spanien                            | Spanska              | ”med avseende fäst å hans omfattande och snillrika författarskap, som på självständigt och originellt sätt återupplivat det spanska skådespelets stora traditioner” |
| 1905 |                      | Henryk Sienkiewicz                     | Polen                              | Polska               | ”på grund av hans storartade förtjänster som episk författare” |
| 1906 |                      | Giosuè Carducci                        | Italien                            | Italienska           | ”i betraktande ej blott av hans rika lärdom och kritiska forskningar, utan främst som en hyllning åt den plastiska energi, den stilens friskhet och den lyriska styrka, som utmärka hans poetiska mästerverk”                                                                                         |
| 1907 |                      | Rudyard Kipling                        | Storbritannien                     | Engelska             | ”i betraktande av den iakttagelseförmåga, den ursprungliga inbillningskraft samt den manliga styrka i uppfattning och skildringskonst, som utmärka denna världsberömde författares skapelser” |
| 1908 |                      | Rudolf Eucken                          | Tyskland                           | Tyska                | ”på grund av det sanningssökande allvar, den genomträngande tankekraft och vidsynthet, den värme och styrka i framställningen, varmed han i talrika arbeten hävdat och utvecklat en ideal världsåskådning”                                                                                            |
| 1909 |                      | Selma Lagerlöf                         | Sverige                            | Svenska              | ”på grund av den ädla idealitet, den fantasiens rikedom och den framställningens själfullhet, som prägla hennes diktning” |
| 1910 |                      | Paul Heyse                             | Tyskland                           | Tyska                | ”såsom hyllningsgärd åt den fulländade och av ideal uppfattning präglade konstnärlighet han ådagalagt under en lång och betydande verksamhet såsom lyriker, dramaturg, romanförfattare och diktare av världsberömda noveller”                                                                         |
| 1911 |                      | Maurice Maeterlinck                    | Belgien                            | Franska              | ”på grund av hans mångsidiga litterära verksamhet och särskilt hans dramatiska skapelser, som utmärka sig genom fantasirikedom och genom en poetisk idealitet, vilken, stundom i sagospelets slöjade form, röjer djup inlevelse samt på ett hemlighetsfullt sätt tilltalar läsarens känsla och aning” |
| 1912 |                      | Gerhart Hauptmann                      | Tyskland                           | Tyska                | ”förnämligast för hans rika, mångsidiga, framstående verksamhet inom den dramatiska diktningens område” |
| 1913 |                      | Rabindranath Tagore                    | Indien                             | Bengali/ engelska    | ”på grund av hans dikters djup och höga syftning samt den skönhet och friskhet, som på ett lysande sätt införlivat hans skaldeskap i dess egen engelska dräkt även med den västerländska vitterheten”                                                                                                 |
| 1914 | Inget pris utdelades | Inget pris utdelades                   | Inget pris utdelades               | Inget pris utdelades | Inget pris utdelades |
| 1915 |                      | Romain Rolland                         | Frankrike                          | Franska              | ”såsom en hyllning åt den upphöjda idealismen i hans författarskap samt åt den medkänsla och den sanning med vilka han tecknat olika människotyper” |
| 1916 |                      | Verner von Heidenstam                  | Sverige                            | Svenska              | ”såsom ett erkännande av hans betydelse som målsmannen för ett nytt skede i vår vitterhet” |
| 1917 |                      | Karl Gjellerup                         | Danmark                            | Danska               | ”för hans mångsidigt rika och av höga ideal burna diktning” |
| 1917 |                      | Henrik Pontoppidan                     | Danmark                            | Danska               | ”för hans fullödiga framställningar av nutida danskt liv” |
| 1918 | Inget pris utdelades | Inget pris utdelades                   | Inget pris utdelades               | Inget pris utdelades | Inget pris utdelades |
| 1919 |                      | Carl Spitteler                         | Schweiz                            | Tyska                | ”med särskild tanke på hans mäktiga epos Olympischer Frühling” |
| 1920 |                      | Knut Hamsun                            | Norge                              | Norska               | ”för hans monumentala verk Markens grøde” |
| 1921 |                      | Anatole France                         | Frankrike                          | Franska              | ”såsom ett erkännande av hans lysande författarverksamhet, präglad av ädel stilkonst, av vidhjärtad humanitet, av behag och franskt lynne” |
| 1922 |                      | Jacinto Benavente                      | Spanien                            | Spanska              | ”för det lyckliga sätt varpå han fullföljt den spanska dramatikens ärofulla traditioner” |
| 1923 |                      | William Butler Yeats                   | Irland                             | Engelska             | ”för hans ständigt besjälade diktning, som i den strängaste konstnärliga form ger uttryck åt ett folks anda” |
| 1924 |                      | Władysław Reymont                      | Polen                              | Polska               | ”för hans stora nationalepos Bönderna” |
| 1925 |                      | George Bernard Shaw                    | Irland Storbritannien              | Engelska             | ”för hans av både idealitet och humanitet uppburna författarskap, vars friska satir ofta med sig förenar en egenartad poetisk skönhet” |
| 1926 |                      | Grazia Deledda                         | Italien                            | Italienska           | ”för hennes av hög idealitet burna författarskap, som med plastisk åskådlighet skildrat livet på hennes fäderneö och med djup och värme behandlat allmänt mänskliga problem” |
| 1927 |                      | Henri Bergson                          | Frankrike                          | Franska              | ”som ett erkännande åt hans rika och livgivande idéer och den glänsande konst varmed de framburits” |
| 1928 |                      | Sigrid Undset                          | Norge                              | Norska               | ”förnämligast för hennes mäktiga skildringar ur Nordens medeltida liv” |
| 1929 |                      | Thomas Mann                            | Tyskland                           | Tyska                | ”förnämligast för hans stora roman Buddenbrooks, vilken under årens lopp vunnit alltmer stadgat erkännande som ett av den samtida litteraturens klassiska verk” |
| 1930 |                      | Sinclair Lewis                         | USA                                | Engelska             | ”för hans starka och levande skildringskonst, med typskapande förmåga, med kvickhet och humor” |
| 1931 |                      | Erik Axel Karlfeldt (postumt)          | Sverige                            | Svenska              | ”Erik Axel Karlfeldts diktning” |
| 1932 |                      | John Galsworthy                        | Storbritannien                     | Engelska             | ”för den förnäma skildringskonst, som i The Forsyte Saga uppnått sitt högsta uttryck” |
| 1933 |                      | Ivan Bunin                             | Sovjetunionen (i exil)             | Ryska                | ”för det stränga konstnärskap, varmed han företrätt den klassiskt ryska linjen i prosadiktningen” |
| 1934 |                      | Luigi Pirandello                       | Italien                            | Italienska           | ”för hans djärva och sinnrika nyskapelse av dramats och scenens konst” |
| 1935 | Inget pris utdelades | Inget pris utdelades                   | Inget pris utdelades               | Inget pris utdelades | Inget pris utdelades |
| 1936 |                      | Eugene O'Neill                         | USA                                | Engelska             | ”för hans av kraft, ärlighet och stark känsla samt självständig, tragisk uppfattning präglade dramatik” |
| 1937 |                      | Roger Martin du Gard                   | Frankrike                          | Franska              | ”för den konstnärliga kraft och sanning, varmed han i romanserien Les Thibault har framställt mänskliga motsättningar och väsentliga sidor av samtida liv” |
| 1938 |                      | Pearl S. Buck                          | USA                                | Engelska             | ”för rika och äkta episka skildringar ur kinesiskt bondeliv och för biografiska mästerverk” |
| 1939 |                      | Frans Eemil Sillanpää                  | Finland                            | Finska               | ”för den djupa uppfattning och den utsökta stilkonst, varmed han skildrat sitt hemlands allmogeliv och natur i deras inbördes sammanhang” |
| 1940 | Inget pris utdelades | Inget pris utdelades                   | Inget pris utdelades               | Inget pris utdelades | Inget pris utdelades |
| 1941 | Inget pris utdelades | Inget pris utdelades                   | Inget pris utdelades               | Inget pris utdelades | Inget pris utdelades |
| 1942 | Inget pris utdelades | Inget pris utdelades                   | Inget pris utdelades               | Inget pris utdelades | Inget pris utdelades |
| 1943 | Inget pris utdelades | Inget pris utdelades                   | Inget pris utdelades               | Inget pris utdelades | Inget pris utdelades |
| 1944 |                      | Johannes V. Jensen                     | Danmark                            | Danska               | ”för den sällsynta kraften och frodigheten i hans diktarfantasi, förenad med vittfamnande intellektualitet och djärv, nyskapande stilkonst” |
| 1945 |                      | Gabriela Mistral                       | Chile                              | Spanska              | ”för den av mäktig känsla inspirerade lyrik, som gjort hennes diktarnamn till en symbol för hela den latinamerikanska världens ideella strävanden” |
| 1946 |                      | Hermann Hesse                          | Tyskland Schweiz                   | Tyska                | ”för hans inspirerande författarskap, som i sin utveckling mot djärvhet och djup tillika företräder klassiska humanistideal och höga stilvärden” |
| 1947 |                      | André Gide                             | Frankrike                          | Franska              | ”för hans vittomfattande och betydelsefulla författarskap, i vilket mänsklighetens frågor och villkor ha framställts med oförskräckt sanningskärlek och psykologisk skarpsyn” |
| 1948 |                      | T.S. Eliot                             | USA Storbritannien                 | Engelska             | ”för hans märkliga insats som banbrytare inom nutida poesi” |
| 1949 |                      | William Faulkner                       | USA                                | Engelska             | ”för hans kraftfulla och självständigt konstnärliga insats i Amerikas nya romanlitteratur” |
| 1950 |                      | Bertrand Russell                       | Storbritannien                     | Engelska             | ”som ett erkännande åt hans mångsidiga och betydelsefulla författarskap, vari han framträtt som en humanitetens och tankefrihetens förkämpe” |
| 1951 |                      | Pär Lagerkvist                         | Sverige                            | Svenska              | ”för den konstnärliga kraft och djupa självständighet, varmed han i sin diktning söker svar på människans eviga frågor” |
| 1952 |                      | François Mauriac                       | Frankrike                          | Franska              | ”för den genomträngande själskunskap och konstnärliga intensitet, varmed han i romanens form tolkat det mänskliga livsdramat” |
| 1953 |                      | Winston Churchill                      | Storbritannien                     | Engelska             | ”för hans mästerskap i historisk och biografisk framställning samt för den lysande talekonst, med vilken han framträtt som försvarare av höga mänskliga värden” |
| 1954 |                      | Ernest Hemingway                       | USA                                | Engelska             | ”för hans kraftfulla och inom nutida berättarkonst stilbildande mästerskap, senast ådagalagt i The Old Man and the Sea” |
| 1955 |                      | Halldór Laxness                        | Island                             | Isländska            | ”för hans målande epik, som förnyat den stora isländska berättarkonsten” |
| 1956 |                      | Juan Ramón Jiménez                     | Spanien                            | Spanska              | ”för hans lyriska diktning som på spanskt språk bildar ett föredöme av hög andlighet och konstnärlig renhet” |
| 1957 |                      | Albert Camus                           | Frankrike                          | Franska              | ”för hans betydelsefulla författarskap, som med skarpsynt allvar belyser mänskliga samvetsproblem i vår tid” |
| 1958 |                      | Boris Pasternak (tvingades tacka nej)  | Sovjetunionen                      | Ryska                | ”för hans betydande insats såväl inom den samtida lyriken som på den stora ryska berättartraditionens område” |
| 1959 |                      | Salvatore Quasimodo                    | Italien                            | Italienska           | ”för hans lyriska diktning, som med klassisk eld uttrycker samtidens tragiska livskänsla” |
| 1960 |                      | Saint-John Perse                       | Frankrike                          | Franska              | ”för den höga flykten och den bildskapande fantasien i hans diktning, som visionärt avspeglar tidsläget” |
| 1961 |                      | Ivo Andrić                             | Jugoslavien                        | Serbo-kroatiska      | ”för den episka kraft varmed han gestaltat motiv och öden ur sitt lands historia” |
| 1962 |                      | John Steinbeck                         | USA                                | Engelska             | ”för hans på en gång realistiska och fantasifulla berättarkonst, utmärkt av medkännande humor och social skarpsyn” |
| 1963 |                      | Giorgos Seferis                        | Grekland                           | Nygrekiska           | ”för hans framstående lyriska diktning, inspirerad av djup känsla för den hellenska kulturvärlden” |
| 1964 |                      | Jean-Paul Sartre (tackade nej)         | Frankrike                          | Franska              | ”för hans idérika författarskap, som genom sin frihetsanda och sanningssträvan har utövat ett vidsträckt inflytande i vår samtid” |
| 1965 |                      | Michail Sjolochov                      | Sovjetunionen                      | Ryska                | ”för den konstnärliga kraft och ärlighet, varmed han i sitt Donska epos har gestaltat ett historiskt skede i ryska folkets liv” |
| 1966 |                      | Samuel Agnon                           | Israel                             | Hebreiska            | ”för hans djupt karaktärsfulla berättarkonst med motiv från det judiska folkets liv” |
| 1966 |                      | Nelly Sachs                            | Tyskland Sverige                   | Tyska                | ”för hennes framstående lyriska och dramatiska diktning, som med gripande styrka tolkar Israels öde” |
| 1967 |                      | Miguel Ángel Asturias                  | Guatemala                          | Spanska              | ”för hans färgstarka diktning med rötter i folklig egenart och indianska traditioner” |
| 1968 |                      | Yasunari Kawabata                      | Japan                              | Japanska             | ”för hans berättarkonst, som med fin känsla uttrycker japanskt väsen i dess egenart” |
| 1969 |                      | Samuel Beckett                         | Irland                             | Franska/ engelska    | ”för en diktning som i nya former för roman och drama ur nutidsmänniskans blottställdhet hämtar sin konstnärliga resning” |
| 1970 |                      | Aleksandr Solzjenitsyn                 | Sovjetunionen                      | Ryska                | ”för den etiska kraft varmed han fullföljt den ryska litteraturens omistliga traditioner” |
| 1971 |                      | Pablo Neruda                           | Chile                              | Spanska              | ”för en poesi, som med verkan av en naturkraft levandegör en världsdels öden och drömmar” |
| 1972 |                      | Heinrich Böll                          | Västtyskland                       | Tyska                | ”för en diktning som genom sin förening av tidshistorisk vidsyn och ömsint gestaltningsförmåga verkat förnyande inom tysk litteratur” |
| 1973 |                      | Patrick White                          | Australien                         | Engelska             | ”för en episk och psykologisk berättarkonst som infört en ny världsdel i litteraturen” |
| 1974 |                      | Eyvind Johnson (pristilldelningen)     | Sverige                            | Svenska              | ”för en i länder och tider vittskådande berättarkonst i frihetens tjänst” |
| 1974 |                      | Harry Martinson (pristilldelningen)    | Sverige                            | Svenska              | ”för ett författarskap som fångar daggdroppen och speglar kosmos” |
| 1975 |                      | Eugenio Montale                        | Italien                            | Italienska           | ”för hans särpräglade diktning som med stor konstnärlig känslighet tolkat humana värden i tecknet av en illusionsfri livssyn” |
| 1976 |                      | Saul Bellow                            | Kanada USA                         | Engelska             | ”för den mänskliga förståelse och subtila kulturanalys, som förenas i hans verk” |
| 1977 |                      | Vicente Aleixandre                     | Spanien                            | Spanska              | ”för en nyskapande diktning som belyser människans villkor i kosmos och i dagens samhälle samtidigt som den företräder mellankrigstidens stora förnyelse av den spanska poesins traditioner” |
| 1978 |                      | Isaac Bashevis Singer                  | Polen USA                          | Jiddisch             | ”för hans intensiva berättarkonst, som med rötter i en polsk-judisk berättartradition levandegör universella mänskliga villkor” |
| 1979 |                      | Odysseus Elytis                        | Grekland                           | Nygrekiska           | ”för hans poesi som mot bakgrund av grekisk tradition med sinnlig styrka och intellektuell klarsyn levandegör en modern människas kamp för frihet och skapande” |
| 1980 |                      | Czesław Miłosz                         | Polen USA                          | Polska               | ”som med kompromisslös klarsyn tolkar människans utsatthet i en värld av starka konflikter” |
| 1981 |                      | Elias Canetti                          | Bulgarien Storbritannien Schweiz   | Tyska                | ”för ett författarskap präglat av vid utblick, idérikedom och konstnärlig kraft” |
| 1982 |                      | Gabriel García Márquez                 | Colombia                           | Spanska              | ”för hans romaner och noveller, där det fantastiska och det realistiska förenas i en rikt sammansatt diktvärld, som speglar en kontinents liv och konflikter” |
| 1983 |                      | William Golding                        | Storbritannien                     | Engelska             | ”för hans romaner som med den realistiska berättarkonstens åskådlighet och med mytens mångtydiga allmängiltighet belyser mänskliga villkor i dagens värld” |
| 1984 |                      | Jaroslav Seifert                       | Tjeckoslovakien                    | Tjeckiska            | ”för hans poesi som med frisk sinnlighet och rik uppfinningsförmåga ger en befriande bild av mänsklig okuvlighet och mångfald” |
| 1985 |                      | Claude Simon                           | Frankrike                          | Franska              | ”som i sina romaner förenar poetens och målarens skapande med ett fördjupat tidsmedvetande i skildringen av mänskliga villkor” |
| 1986 |                      | Wole Soyinka                           | Nigeria                            | Engelska             | ”som i ett brett kulturellt perspektiv och med poetiska övertoner gestaltar tillvarons drama” |
| 1987 |                      | Joseph Brodsky                         | Sovjetunionen USA                  | Ryska/ engelska      | ”för ett vittfamnande författarskap, präglat av tankeskärpa och poetisk intensitet” |
| 1988 |                      | Naguib Mahfouz                         | Egypten                            | Arabiska             | ”som genom valörrika verk - ömsom skarpsynt verklighetsnära, ömsom suggestivt mångtydiga - har format en arabisk romankonst med allmänmänsklig giltighet” |
| 1989 |                      | Camilo José Cela                       | Spanien                            | Spanska              | ”för en rik och intensiv prosakonst, som med återhållen medkänsla gestaltar en utmanande vision av människans utsatthet” |
| 1990 |                      | Octavio Paz                            | Mexiko                             | Spanska              | ”för en lidelsefull diktning med vida horisonter, präglad av sinnlig intelligens och humanistisk integritet” |
| 1991 |                      | Nadine Gordimer                        | Sydafrika                          | Engelska             | ”som genom storartad episk diktning har - med Alfred Nobels ord - gjort mänskligheten den största nytta” |
| 1992 |                      | Derek Walcott                          | Saint Lucia                        | Engelska             | ”för en diktning med stor lyskraft, buren av en historisk vision som vuxit fram ur ett mångkulturellt engagemang” |
| 1993 |                      | Toni Morrison                          | USA                                | Engelska             | ”som genom en romankonst präglad av visionär kraft och poetisk pregnans levandegör en väsentlig sida av amerikansk verklighet” |
| 1994 |                      | Kenzaburo Oe                           | Japan                              | Japanska             | ”som med poetisk kraft skapar en imaginär värld, där liv och myt förtätas till en skakande bild av människans belägenhet i nutiden” |
| 1995 |                      | Seamus Heaney                          | Irland Storbritannien              | Engelska             | ”för ett författarskap av lyrisk skönhet och etiskt djup, som lyfter fram vardagens mirakler och det levande förflutna” |
| 1996 |                      | Wisława Szymborska                     | Polen                              | Polska               | ”för en poesi som med ironisk precision låter det historiska och biologiska sammanhanget träda fram i fragment av mänsklig verklighet” |
| 1997 |                      | Dario Fo                               | Italien                            | Italienska           | ”som i medeltida gycklares efterföljd gisslar makten och upprättar de utsattas värdighet” |
| 1998 |                      | José Saramago                          | Portugal                           | Portugisiska         | ”som med liknelser burna av fantasi, medkänsla och ironi ständigt på nytt gör en undflyende verklighet gripbar” |
| 1999 |                      | Günter Grass                           | Tyskland                           | Tyska                | ”För att i muntert svarta fabler ha tecknat historiens glömda ansikte” |
| 2000 |                      | Gao Xingjian                           | Kina Frankrike                     | Kinesiska            | ”för ett verk av universell giltighet, bitter insikt och språklig sinnrikhet, som öppnat nya vägar för kinesisk romankonst och dramatik”. |
| 2001 |                      | V.S. Naipaul                           | Trinidad och Tobago Storbritannien | Engelska             | ”för att ha förenat lyhört berättande och omutlig iakttagelse i verk som dömer oss att se den bortträngda historiens närvaro” |
| 2002 |                      | Imre Kertész                           | Ungern                             | Ungerska             | ”för ett författarskap som hävdar den enskildes bräckliga erfarenhet mot historiens barbariska godtycke” |
| 2003 |                      | J.M. Coetzee                           | Sydafrika                          | Engelska             | ”som i talrika förklädnader framställer utanförskapets överrumplande delaktighet” |
| 2004 |                      | Elfriede Jelinek                       | Österrike                          | Tyska                | ”för hennes musikaliska flöde av röster och motröster i romaner och dramer som med enastående språklig lidelse blottar de sociala klichéernas absurditet och tvingande makt” |
| 2005 |                      | Harold Pinter                          | Storbritannien                     | Engelska             | ”som i sina dramer frilägger avgrunden under vardagspratet och bryter sig in i förtryckets slutna rum” |
| 2006 |                      | Orhan Pamuk                            | Turkiet                            | Turkiska             | ”som på spaning efter sin hemstads melankoliska själ har funnit nya sinnebilder för kulturernas strid och sammanflätning” |
| 2007 |                      | Doris Lessing                          | Storbritannien                     | Engelska             | ”den kvinnliga erfarenhetens epiker, som med skepsis, hetta och visionär kraft har tagit en splittrad civilisation till granskning” |
| 2008 |                      | Jean-Marie Gustave Le Clézio           | Frankrike Mauritius                | Franska              | ”uppbrottets, det poetiska äventyrets och den sinnliga extasens författare, utforskare av en mänsklighet utanför och nedanför den härskande civilisationen” |
| 2009 |                      | Herta Müller                           | Rumänien Tyskland                  | Tyska                | ”som med poesins förtätning och prosans saklighet tecknar hemlöshetens landskap” |
| 2010 |                      | Mario Vargas Llosa                     | Peru Spanien                       | Spanska              | "för hans kartläggning av maktens strukturer och knivskarpa bilder av individens motstånd, revolt och nederlag" |
| 2011 |                      | Tomas Tranströmer (pristilldelningen)  | Sverige                            | Svenska              | ”för att han i förtätade, genomlysta bilder ger oss ny tillgång till det verkliga” |
| 2012 |                      | Mo Yan                                 | Kina                               | Kinesiska            | ”som med hallucinatorisk skärpa förenar saga, historia och samtid” |
| 2013 |                      | Alice Munro                            | Kanada                             | Engelska             | ”den samtida novellkonstens mästare” |
| 2014 |                      | Patrick Modiano                        | Frankrike                          | Franska              | ”för den minneskonst varmed han frammanat de ogripbaraste levnadsöden och avtäckt ockupationsårens livsvärld” |
| 2015 |                      | Svetlana Aleksijevitj                  | Belarus                            | Ryska                | ”för hennes mångstämmiga verk, ett monument över lidande och mod i vår tid” |
| 2016 |                      | Bob Dylan                              | USA                                | Engelska             | ”som skapat nya poetiska uttryck inom den stora amerikanska sångtraditionen” |
| 2017 |                      | Kazuo Ishiguro                         | Storbritannien                     | Engelska             | ”som i romaner med stark känslomässig verkan har blottat avgrunden under vår skenbara hemhörighet i världen” |
| 2018 |                      | Olga Tokarczuk (priset utdelades 2019) | Polen                              | Polska               | ”för en berättarkonst som med encyklopedisk lust gestaltar gränsöverskridandet som livsform” |
| 2019 |                      | Peter Handke                           | Österrike                          | Tyska                | ”för ett inflytelserikt författarskap som med stor språkkonst har utforskat periferin och människans konkreta erfarenhet” |
| 2020 |                      | Louise Glück                           | USA                                | Engelska             | "för hennes omisskännliga poetiska röst, som med sträng skönhet gör den enskilda människans existens universell" |
| 2021 |                      | Abdulrazak Gurnah                      | Tanzania Storbritannien            | Engelska             | ”för att kompromisslöst och med stor medkänsla ha genomlyst kolonialismens verkningar och flyktingens öde i klyftan mellan kulturer och kontinenter” |
| 2022 |                      | Annie Ernaux                           | Frankrike                          | Franska              | "för det mod och den kliniska skärpa varmed hon avtäcker det personliga minnets rötter, främlingskap och kollektiva ramar" |
| 2023 |                      | Jon Fosse                              | Norge                              | Nynorska             | "för hans nyskapande dramatik och prosa som ger röst åt det osägbara" |
| 2024 |                      | Han Kang                               | Sydkorea                           | Koreanska            | "för hennes intensiva poetiska prosa, som konfronterar historiens trauman och blottlägger människans sårbarhet" |